# Communauté de communes Haut-Arros
La communauté de communes Haut-Arros est une ancienne communauté de communes française, située dans le département des Hautes-Pyrénées et la région Midi-Pyrénées.

## Historique
Elle est dissoute le 31 décembre 2013 pour fusionner avec la communauté de communes des Baronnies.

## Communes adhérentes
Elle était composée des communes suivantes :
| Nom           | Code Insee | Gentilé    | Superficie (km2) | Population (dernière pop. légale) | Densité (hab./km2) |
| ------------- | ---------- | ---------- | ---------------- | --------------------------------- | ------------------ |
| Asque (siège) | 65041      | Asquois    | 15,85            | 114 (2014)                        | 7,2                |
| Arrodets      | 65034      | Arrodetois | 0,98             | 24 (2014)                         | 24                 |
| Batsère       | 65071      | Batsérois  | 2,30             | 41 (2014)                         | 18                 |
| Bulan         | 65111      |            | 3,41             | 60 (2014)                         | 18                 |
| Lomné         | 65278      |            | 2,94             | 33 (2014)                         | 11                 |